# Chantal Zeegers
C.M. (Chantal) Zeegers (Rotterdam, 7 februari 1967) is een Nederlandse D66-politica en bestuurster. Sinds 16 juni 2022 is zij wethouder van Rotterdam.

## Jeugd, opleiding en carrière
Zeegers is geboren en getogen in Rotterdam. Van 1979 tot 1985 ging zij naar het atheneum op de Scholengemeenschap Krimpenerwaard in Krimpen aan den IJssel. Van 1985 tot 1987 studeerde zij Rechtsgeleerdheid (niet afgerond) en van 1987 tot 1994 Maatschappijgeschiedenis aan de Erasmus Universiteit Rotterdam. Zeegers studeerde in 1992 Internationale economische betrekkingen aan de Columbia-universiteit in New York. Van 1992 tot 1993 was zij daar beleidsadviseur van onder andere Midden-Oostendossiers bij de Algemene Vergadering van de Verenigde Naties.
Zeegers was van 1994 tot 1999 onderzoeker en adviseur selectie en openbaarheid van archieven bij het Algemeen Rijksarchief. Van 1994 tot 1995 volgde zij een opleiding tot Hoger Archiefambtenaar bij het Rijksarchiefschool Den Haag. Van 1999 tot 2008 was zij interim- en verandermanager bij het ministerie van Onderwijs, Cultuur en Wetenschap waar zij werkte op het gebied van onder ander Shared Service Centre, HR, ICT en Auditdienst. Van 2004 tot 2005 behaalde zij deelcertificaten Bedrijfskunde aan de Open Universiteit. Zeegers was van 2009 tot 2011 interim-manager bij de Dienst Sociale Zaken en Werkgelegenheid van de gemeente Rotterdam.
Zeegers was van 2014 tot 2018 opnieuw werkzaam bij de gemeente Rotterdam. Zij was onder andere interim-manager vernieuwing bestuurlijk stelsel en decentralisatie van de zorg en gebiedsdirecteur van IJsselmonde. Van 2019 tot 2022 studeerde zij Filosofie aan de Tilburg University met als specialisatie "Philosophy of Contemporary Challenges". Haar scriptie ging over samenzweringstheorieën en kennisleer.

## Politieke carrière
Zeegers was van 2008 tot 2011 lid van het afdelingsbestuur van D66 in Rotterdam, onder andere als waarnemend voorzitter, lid van de programmacommissie en (politiek) secretaris. Van 2011 tot 2014 was zij namens D66 dagelijks bestuurder van de Rotterdamse deelgemeente Hillegersberg-Schiebroek met in haar portefeuille buitenruimte, duurzaamheid en verkeer en vervoer. Van 2013 tot 2014 was zij secretaris van de landelijke Thema-afdeling Ruimte & Mobiliteit van D66. In 2015 was zij voor D66 lid van de Evaluatiecommissie verkiezingen Provinciale Staten Zuid-Holland.
Zeegers was van 2018 tot 2022 gemeenteraadslid, fractievoorzitter van D66 en plaatsvervangend voorzitter van de gemeenteraad in Rotterdam. Ze was lijsttrekker van D66 bij de gemeenteraadsverkiezingen van 2022. Sinds 16 juni 2022 is zij wethouder van Rotterdam en heeft zij klimaat, bouwen en wonen in haar portefeuille.

## Privéleven
Zeegers is in 1967 geboren en woont vrijwel haar hele leven in Rotterdam. Ze is getrouwd en moeder van twee volwassen zonen.